# الن مکلین
الن مکلین (انگلیسی: Ellen McLain؛ زادهٔ ۱ ژانویه ۱۹۶۶) یک موسیقی‌دان اهل ایالات متحده آمریکا است.
از فیلم‌ها یا برنامه‌های تلویزیونی که وی در آن نقش داشته است می‌توان به درگاه، درگاه ۲ اشاره کرد.